# Alfonso Díaz de Montalvo
Alfonso Díaz de Montalvo (Arévalo, 1405 circa – Huete, 1499) è stato un giurista spagnolo.

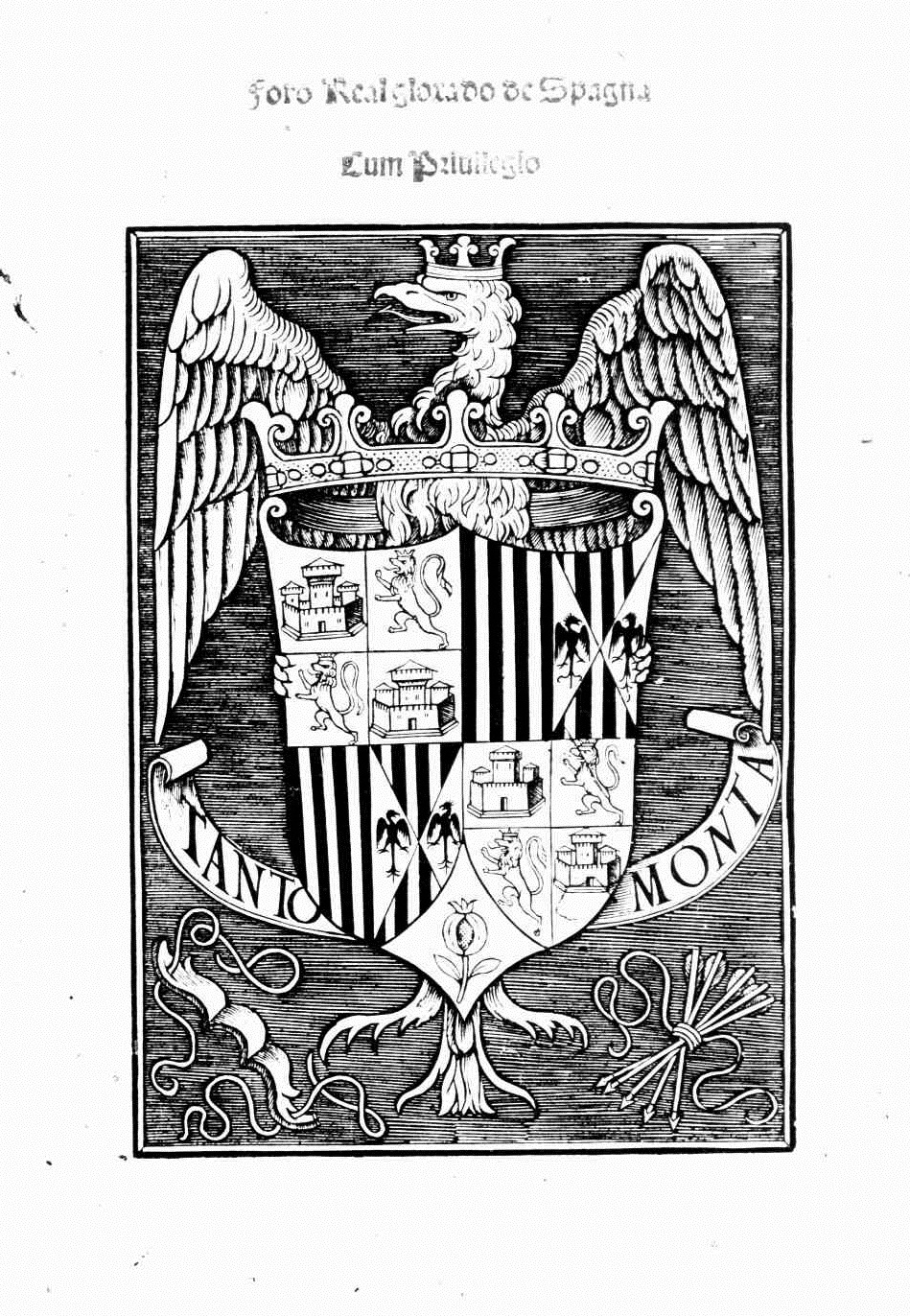
Fuero real, 1500

Dopo aver studiato diritto a Lleida e Salamanca, prestò servizio in alti uffici giudiziari e amministrativi sotto i re cattolici. Nel 1480 fu incaricato di redigere il Libro de Leyes, noto anche come Ordeniamento de Montalvo, una codificazione unificante del diritto di Castiglia e León che rimase in vigore, in buona parte, fino al XIX secolo.

## Biografia

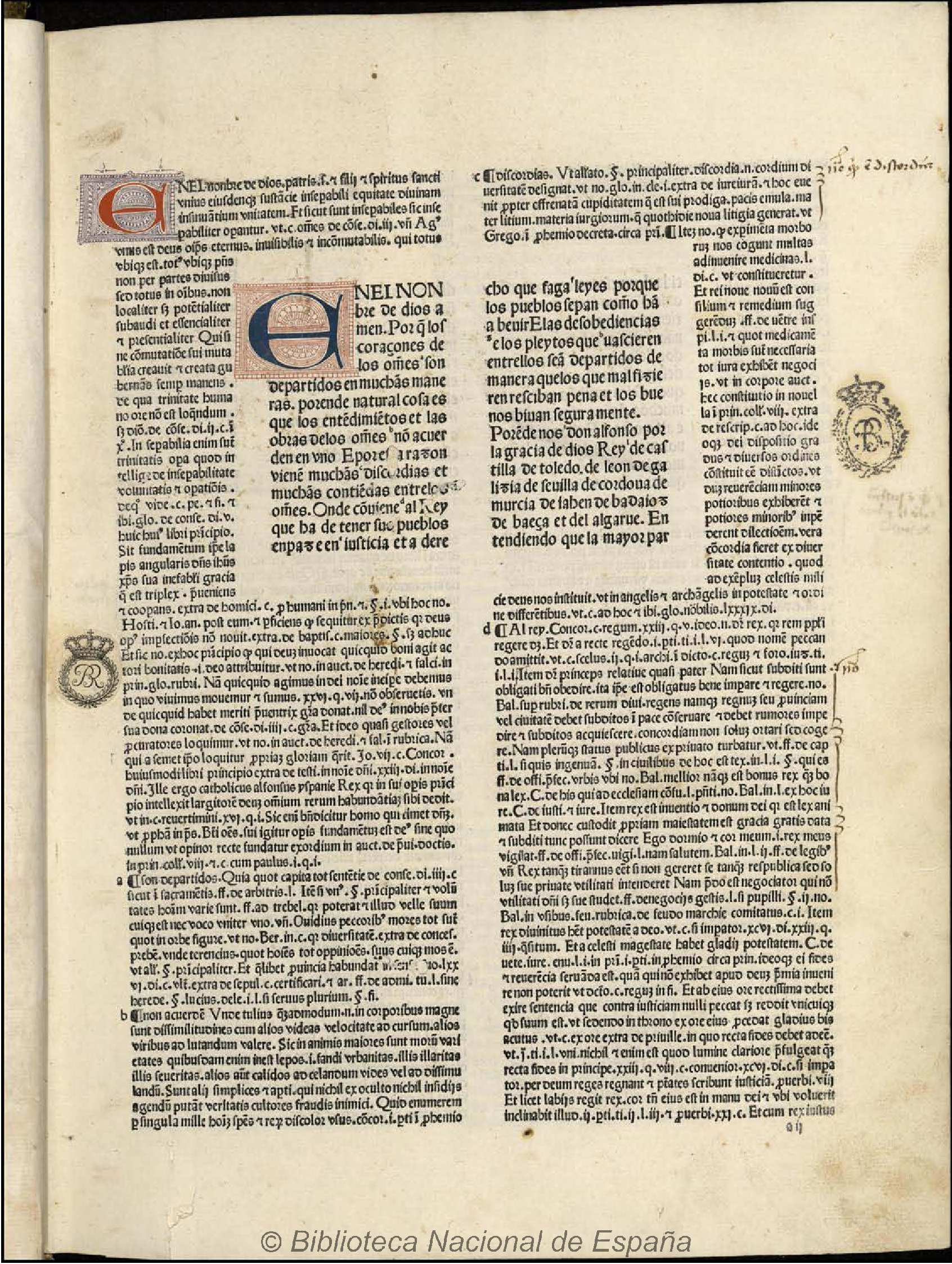
Fuero Real de Castilla, 1483

Suo padre era Gonzalo Ruiz di Montalvo, originario di Arévalo e capitano designato a Huete (Provincia di Cuenca), e Isabel Diaz Ortiz (1320-1360). I suoi nonni paterni erano Gil Ruiz de Montalvo (1280-?) e Ana Blazquez (1290-?).
Trasferitasi a Huete per seguire la carriera del padre, la famiglia vi mise radici. Studente di diritto civile e canonico a Lleida e Salamanca dove, molto vecchio, si laureò, aveva retto i corregimientos di Baza e Murcia, e l'incarico di giudice inquirente a Madrid, dove dettò importanti sentenze, fino arrivare all'Udienza e al Consiglio Reale. La sua opera letteraria, come compilatore e commentarista del diritto regio castigliano, la realizzò in avanzata età, ritiratosi a Huete.
A Siviglia nel 1477 fu pubblicato il suo Compendium manuale o Repertorium che comprende 539 voci di diritto canonico, in ordine alfabetico, che seguono a quelle dell'abate Panormitanus (Niccolò Tedeschi). A Salamanca pubblicò nel 1485 una (seconda) compilatio legum el ordinationum regni Castelle, di argomento analogo, sul diritto reale, opera destinata a preparare la riedizione ordinata per Enrico IV nelle corti del 1458.
A Toledo nel 1480, i Re cattolici gli ordinarono di scrivere leggi, ordinanze e pragmatiche, insieme alle leggi più usate del Fuero real. Nel 1484 pubblicò, in effetti, una raccolta di leggi, il Libro de Leyes, conosciuto come Ordenamiento de Montalvo, che a partire dall'edizione del 1490 ostentava il titolo di Ordenanzas reales por las cuales primeramente se han de librar los pleitos. Non si sa se fu promulgato dai re e alcuni giuristi ne negarono il valore ufficiale, ma fu usato come libro di legge, acquisito e conservato dai consigli, per ordine del re, come dimostrato in quelli di Escalona, Vitoria e Valladolid; dopo più di 30 ristampe, venne sostituito infine dalla Nueva Recopilación del 1567. Censurata dall'immediata posterità a causa delle omissioni, mutilazioni e disposizioni che essa presentava alle sue fonti, «corruptas y no bien sacadas», secondo la petizione 56 delle Corti del 1523, fu un primo tentativo di mettere ordine nell'abbondante legislazione castigliana. A complemento della glossa di Arias de Balboa al Fuero Real, l'autore presentò il proprio commento, composto «tra occupazioni stancanti e tempestose vertigini curiali»; stampato alla fine del XV secolo a Tolosa, a Salamanca nel 1500, nel suo prologo difende abilmente il compito dell'interprete, che era proibita dalle leggi; nel suo testo intercala otto opuscoli sul consiglio del re, la disobbedienza allo stesso, il metodo di studio, il processo penale contro i contumaci, il matrimonio, il potere del principe e del Papa, l'unità della fede (in favore dei conversi) e la conversazione con le donne.
La sua opera di maggiore respiro fu forse l'edizione delle Siete Partidas (Siviglia, 1491), con le concordanze e i riferimenti alla nuova legge; la ristampa di Venezia, del 1501, conteneva anche il glossario delle leggi dell'autore, completato nel 1492; fu mantenuto come testo autentico, nelle sue successive edizioni, fino a quella del 1550, l'ultima, perché nel 1555 una nuova edizione con il glossario di Gregorio López aveva avuto il favore ufficiale. Era un giurista vecchio stile, molto dipendente dai re, limitato e fedele.
Morì, quasi cieco, a Huete nel 1499 e fu sepolto nella locale chiesa di San Francesco.

## Opere
- (LA) Repertorium quaestionum super Nicolaum de Tudeschis, Siviglia, 1477.
- (LA) Fuero real, Venezia, Andrea Torresano, 1500.